# Source (命令)
source是一个Shell内置命令，用以在当前上下文（当前shell环境）中执行某文件中的一组命令，source命令可简写为一个点（.）。
上下文：一般指的是在交互式会话中，用户当前敲入命令的那个终端。

## 例子
source 脚本名，是在当前shell环境下执行。
sh 脚本名，是通过创建子shell环境并进行执行。例子如下：
```
$
 
cat
 
modify_a.sh

a
=
2

$
 
#

$
 
echo
 
$a

$
 
sh
 
modify_a.sh
 

$
 
echo
 
$a

$
 
# sh命令并没有影响当前的shell环境（上下文），a没有被赋值

$
 
source
 
modify_a.sh
 
# 等价 . modify_a.sh

$
 
echo
 
$a

2

$
 
# source命令将影响当前的shell环境（上下文），a被赋值了

```

## 用法
source语句更适合模块化设计，将长代码切割成小模块代码。
例1：会话开始时，用户配置文件（ profile files） .bashrc and .profile将会被执行。

例2：通过source语句，可以实现类似导入包的功能。
```
#!/bin/sh

# 本文件名为: echo_a.sh

# 文件内容为: a=2

source
 
modify_a.sh

echo
 
$a

```

在部署环境时，source也常常被使用，因为它能够影响当前的上下文。